# Fake (Manga)
Fake ist eine abgeschlossene Manga-Serie der japanischen Zeichnerin Sanami Matoh. Der Kriminal-Manga, der dem Shōnen-Ai-Genre zuzuordnen ist, umfasst über 1.200 Seiten und erschien erstmals 1993. Es geht um zwei bisexuelle Polizisten und zwei Kinder in New York. Die Serie wurde in mehrere Sprachen übersetzt, 1996 als Anime verfilmt und 2007 fortgesetzt.

## Handlung
Der Halbjapaner Randy Ryō Maclane kommt neu in das 27. Revier der New Yorker Polizei und wird gleich an seinem ersten Tag Dee Laytner zugeteilt. Zuerst reagiert Dee abweisend, aber das hält nicht lange an. Randy beweist Dee, dass er das Zeug zum Polizisten hat, und so schließen die beiden Freundschaft. Von diesem Tag an nennt der bisexuelle Dee Randy nur noch bei seinem zweiten Vornamen und startet immer wieder Annäherungsversuche. Ryō ist ein eher zurückhaltender und ruhiger Mensch, Dee dagegen sehr stürmisch und direkt, sodass er Ryō oft überrumpelt.
Eines Tages taucht der Straßenjunge Bikky Goldman auf, den Ryō bei sich aufnimmt. Dee und der homophobe Bikky streiten und prügeln sich am laufenden Band – meist dann, wenn Dee sich Ryō annähert. Die Taschendiebin Carol kommt auch hinzu. Sie ist oft bei Ryō, Dee und Bikky, wobei sie sich auch oft mit Dee streitet.

## Veröffentlichungen
Fake erschien in Japan von 1994 bis 2000 im Manga-Magazin Be×Boy. Der Biblos-Verlag fasste diese Einzelkapitel ab 1994 auch in Sammelbände zusammen, von denen insgesamt sieben erschienen sind. Der Manga wurde ins Englische, Spanische und Französische übersetzt. Von Juni 2002 bis Juni 2003 verlegte Carlsen Comics die Sammelbände auf Deutsch.
Eine Fortsetzung erschien von 12. Mai 2007 bis 13. Mai 2008 im Magazin Comique Hug von Mediation. Die Kapitel wurden 2010 und 2011 in drei Sammelbänden herausgebracht.

## Anime-Adaption
1996 kam in Japan eine Anime-Adaption des Mangas in Form einer Original Video Animation heraus. J.C.Staff produzierte den einstündigen Film, bei dem Iku Suzuki Regie führte und der auch in den USA, Italien und im März 2005 bei OVA Films in Deutschland veröffentlicht wurde. Das Drehbuch schrieb Akinori Endo, das Charakterdesign entwarf Nagisa Miyazaki und die künstlerische Leitung lag bei Chitose Asakura. Für das Mechadesign war Satoshi Shigeta verantwortlich.
Die Handlung des Animes umfasst ein neues Abenteuer der beiden Polizisten, das nach Großbritannien verlegt wurde. Im britischen Landhotel, in dem beide Urlaub machen, wird ein japanischer Gast tot aufgefunden. Der Ermittler Berkeley Rose zieht das Paar in die Ermittlungen hinein, da in der Gegend bereits seit einiger Zeit Gäste aus Japan ermordet werden und die Polizei nicht weiter weiß. Die Geschichte ist durch Einleitung und Rückblenden so aufgebaut, dass keine Vorkenntnis des Mangas nötig sind.

### Synchronisation
| Rolle         | japanischer Sprecher (Seiyū) |
| ------------- | ---------------------------- |
| Randy McLane  | Nobuo Tobita                 |
| Dee Laytner   | Tomokazu Seki                |
| Arisa         | Kikuko Inoue                 |
| Berkeley Rose | Masashi Ebara                |
| Bikky         | Rica Matsumoto               |
| Leonard Henry | Tetsuya Iwanaga              |
| J.J.          | Tetsuya Iwanaga              |
| Carol         | Wakana Yamazaki              |

### Musik
Die Musik des Films komponierte Katsuo Ono. Das Vorspannlied ist Everybody! Shake It, Buddy! von Kis-S und für den Abspann verwendete man Starlight Heaven von Rica Matsumoto.

## Rezeption
Als „einflussreichen Shōnen-Ai-Manga“ und gelungene Parodie der Polizei-Serien der 1980er Jahre bezeichnet Jason Thompson den Manga. Zwar sei die Handlung unrealistisch, doch nehme sich die Geschichte auch nie selbst zu ernst und biete liebenswerte Charaktere und viele „angenehm kitschige“, parodistische Szenen in der Art von City Hunter. In der Anime Encyclopedia wird der Manga als Lethal Weapon-Nachahmung bezeichnet. Die Anime-Adaption, die eine queere Agatha-Christie-Geschichte hätte werden können, scheitere an zu vielen, gezwungenen Auftritten von Nebenfiguren aus dem Manga und einem zu einfachen Mordfall, den die unfähigen Polizisten dennoch lange nicht lösen können. Ihre Zeit vertreiben sie stattdessen mit Gesprächen und den Nebencharakteren, ohne dass dies die Handlung voran brächte. Aus einer „originellen romantischen Posse“ werde ein eintöniger, formelhafter Film. Insbesondere Ryō gerate zur klischeehaften, femininen Schwulendarstellung: Sidekick, Mutterfigur, unerreichbares Liebesziel und schließlich auch noch Jungfrau in Nöten. Auch die deutsche Zeitschrift Animania bemängelt, dass der Mörder leicht zu erraten sei und manche der Figuren eher störten. Die Geschichte biete aber auch „wichtige Slapstickeinlagen sowie gut platzierte Situationskomik“. Die deutsche Synchronfassung sei in Ordnung und die Animationsqualität sei „veraltet, aber durchaus akzeptabel“, insbesondere für die Zeit der Entstehung. Den Fans des Genres sei der „technisch solide Titel“ daher zu empfehlen. Der Manga biete „trotz sowohl zeichnerisch als auch inhaltlich durchschnittlicher Qualität eine unterhaltsame Geschichte“. Die Farbseiten seien ansehnlich.